# František Bílek

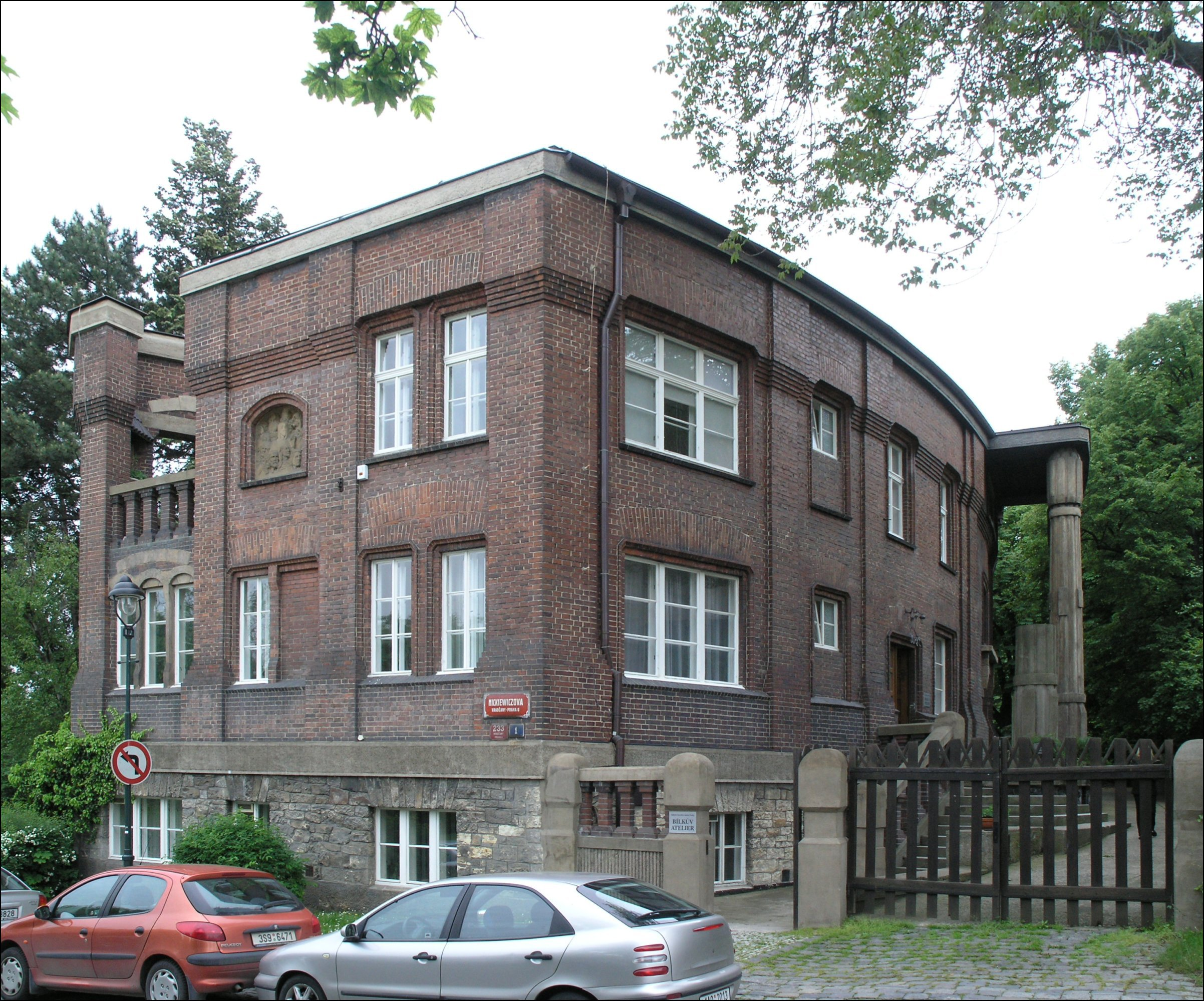
Bílkova willa w Pradze

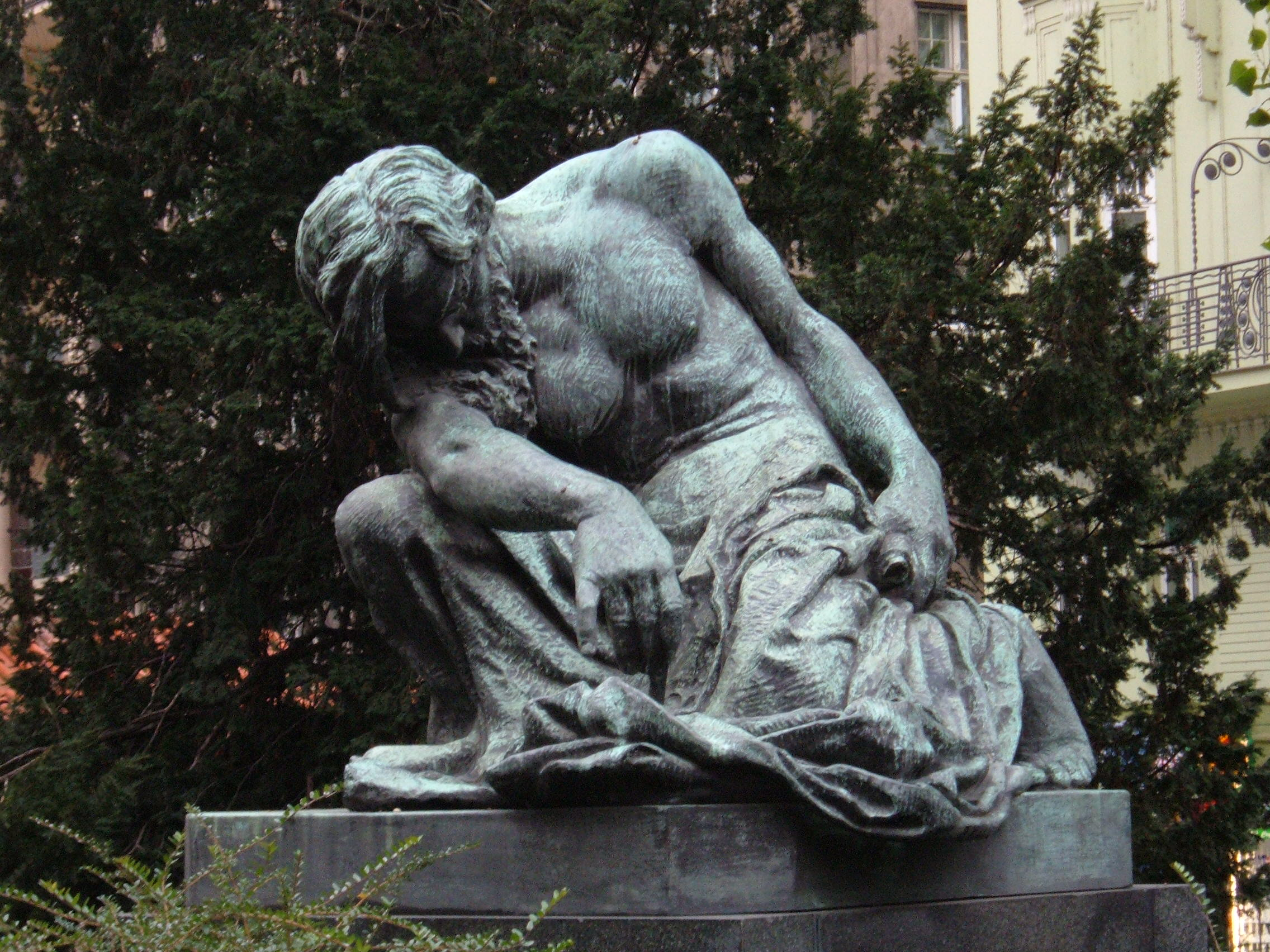
Mojżesz (1905)

František Bílek (ur. 6 listopada 1872 w Chýnovie, zm. 13 października 1941 tamże) – czeski rzeźbiarz, grafik, architekt, twórca wzornictwa, tworzący w stylu secesji.

## Młodość i studia
Już od dzieciństwa zdradzał umiejętności artystyczne. W Taborze skończył gimnazjum, a następnie studiował w latach 1887–1890 na Akademii Sztuk Pięknych w Pradze (prof. Maksymilian Pirner). Z uwagi na wrodzony daltonizm, który uniemożliwiał częściowe rozeznawanie barw, za radą profesorów, przeszedł do Miejskiej Szkoły Wzornictwa w Pradze (nauczyciel Józef Maudr).
Bílek uzyskał stypendium od Wojciecha Lanny i w 1891 wyjechał do Paryża, gdzie studiował na prywatnej Akademii Colarossiego u prof. Injalberta. Tutaj zapoznał się z czeskim środowiskiem artystycznym, które przebywało w stolicy Francji (np. Alfons Mucha), a także ze Stanisławem Wyspiańskim. Wtedy też powstały pierwsze dzieła rzeźbiarskie Bílka, inspirowane religijnie (np. Golgota). Z uwagi na wewnętrzne tarcia w środowisku odebrano jednak w tym czasie artyście stypendium.

## Okres chynowski i praski
Po powrocie z jednorocznej służby wojskowej (1893) założył pracownię rzeźbiarską w Chynowie. W 1902 ożenił się i przeprowadził do Pragi. Wrócił do Chynowa w 1939 w czasie niemieckiej okupacji stolicy Czech. Pochowano go na miejskim cmentarzu w Pradze, pod własną monumentalną rzeźbą Modlitba nad hroby z roku 1905 (zniszczona przez upadające drzewo, zrekonstruowana w 1980). Na domu rodzinnym umieszczono tablicę pamiątkową. W Pradze małżeństwo Bílków mieszkało pod wieloma adresami (Nowe Młyny, Smíchov, Bubeneč).

## Stosunek do Kościoła
Artysta był bardzo pobożny od samego dzieciństwa, kiedy to pełnił rolę ministranta. Z uwagi na głęboką pobożność, często wchodził w konflikty z Kościołem katolickim. W 1920 wstąpił do Czechosłowackiego Kościoła Husyckiego i został jego oficjalnym artystą. W kościele tym uchodził za mistyka.

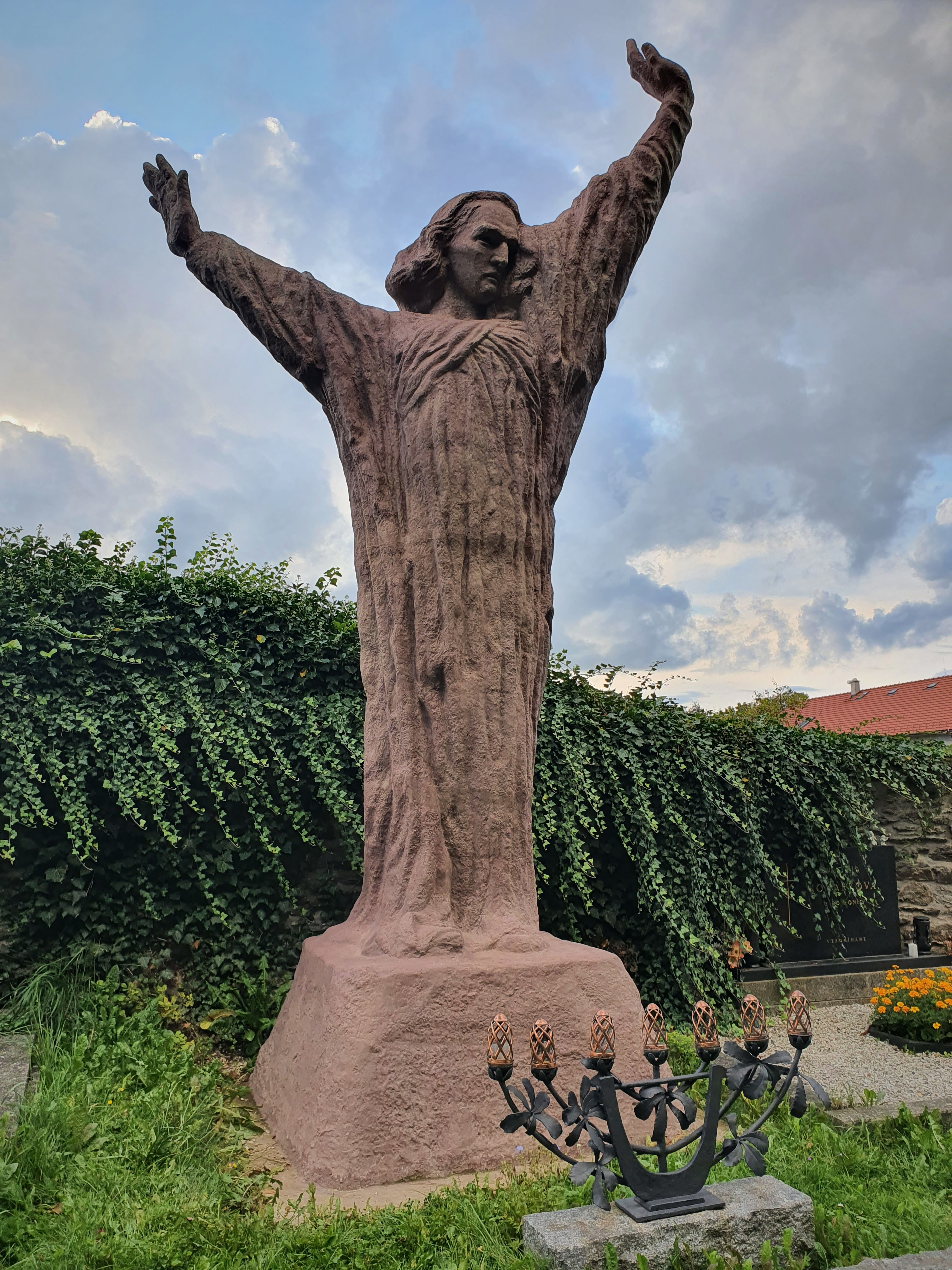
Grób Bílka z rzeźbą Modlitwa nad grobami w miejscowości Chýnov

## Artysta
František Bílek był przede wszystkim rzeźbiarzem – przedstawicielem epoki symbolizmu i secesji. Uprawiał jednak także inne dziedziny sztuki – grafikę, ceramikę, kreślarstwo, ilustratorstwo, wzornictwo i projektowanie artystycznych okładek do książek. Okazał się także znakomitym architektem.
Początkowo w dziełach artysty dominowała zaduma nad winami człowieka, ale stopniowo pojawiła się i zaczęła przeważać, nadzieja na odkupienie. Na podstawie biblijnych przykładów tworzył wzorce rodziny i postacie czeskich bohaterów duchowych (Jan Hus, Jan Žižka i inni). Rzeźby Bílka nie były tylko typowymi postaciami – wyrażały także całe postawy duchowe i związane z nimi oceny ludzkiego postępowania (w tym również w kontekście narodowym). W grafikach artysta wykorzystywał często motyw ognia, wody, księżyca, a także postaci księdza u ołtarza.
Doczesne życie postrzegał jako więzienie. Człowiek był dla niego istotą nieuchronnie skazaną na niepewność. 
Jego wielbicielem był Franz Kafka.

## Najważniejsze dzieła
- Golgota (brąz, 1892)
- Zloba času naše věno (1896)
- Madonna (dřevo 1897)
- Krucyfiks (drewno, 1899) od 1927 umieszczony w kościele św. Víta w Pradze
- Jan Hus (1901)
- Tanec kolem zlatého telete (1903)
- Mojżesz (1905)
- Úžas (dřevo 1907)
- Droga krzyżowa w kościele św. Bartłomieja w Kolinie (drewno, 1910-14)
- portret Pani Bílkowej (biały marmur, 1910)
- Krása mládí ve svém boji (drewno, 1910)
- reliefy Mostu Maneżowego w Pradze (1912)
- Jak neomezeno jest naše duchovní království (1913)
- Pomnik Jana Husa w Kolinie (1914)
- Život je boj (1922)
- pomnik poległych w Horowicach (1922)
- pomnik Bedřich Smetana i jego dzieło (1924), v Jabkenicach
- Adam i Ewa (drewno, 1924)
- Duchovní setkání (drewno, 1925)
- Komenský se loučí s vlastí (1926), w ogrodzie praskiej Bílkovej willi
- Ślepcy (1926)
- Pomnik narodowy (1908) – niezrealizowany, na szczyt Białej Góry (bitwa)
- Żal (1909), rzeźba na pomnik V.B.Třebízskiego na cmentarzu wyszehradzkim w Pradze
- tablica pamiątkowa Jeronýma Pražskiego (1916), ul. Rzeźnicka, Praga
- ołtarz z krucyfiksem i ławki w kościele św. Wacława (1930)
- wielka kompozycja rzeźbiarska – pomnik Jana Husa w Taborze (1928)
- Tvůrce a jeho sestra bolest (1932) na nagrobek Otokara Březiny
- Jan Žižka z Kalicha (projekt 1912, realizacja 1946 w Honbici koło Chrudimia)
- pomnik Jana Blahoslava z księgą
- Bílkova willa w Pradze (dom własny artysty – obecnie jego muzeum) – najważniejsze dzieło architektoniczne życia (ul. Mickieviczová, Chotkovy Sady).